# Europese richtlijn
Een Europese richtlijn is een wetgevend instrument van de Europese Unie.
De richtlijn kent haar oorsprong in artikel 288 van het Verdrag betreffende de werking van de Europese Unie. Een richtlijn is  een juridisch instrument van de Europese Unie om nationale wetgeving binnen de Unie op elkaar af te stemmen. Elke lidstaat is bevoegd om hiervoor intern de toepasselijke methode te kiezen. Richtlijnen komen dan ook vaak voor in aangelegenheden die aan de werking van de gemeenschappelijke markt raken. Richtlijnen verplichten lidstaten om hun wetgeving aan te passen zodat zij hetzelfde afgesproken eindresultaat behalen.

## Totstandkoming
De Raad neemt richtlijnen aan, op voorstel van de Commissie en na raadpleging van het EESC alsook van het Parlement (art. 59 VWEU; vroeger 52 EG-Verdrag).
Uitzonderlijk kan ook de Commissie richtlijnen aannemen, volgens de Comitologie-procedure.
Elke richtlijn dient na haar aanneming goedgekeurd en bekrachtigd te worden door de Commissie. Hierna wordt zij bekendgemaakt in het Publicatieblad van de Europese Unie.

## Inwerkingtreding
De bepalingen van een richtlijn treden in werking op de datum die de richtlijn hiertoe zelf bepaalt. Wordt geen datum van inwerkingtreding bepaald, dan treedt zij in werking op de twintigste dag volgende op die van de bekendmaking in het Publicatieblad.

## Implementatie
Een richtlijn die in werking is getreden, moet door de lidstaten omgezet worden in hun nationale rechtsorde. Concreet worden de beoogde eindresultaten in de eigen wetgeving vastgelegd door middel van nationale wetgevende aktes. Deze wetgevende aktes worden in het kader van omzetting nationale uitvoeringsmaatregelen genoemd. Zij kunnen de vorm aannemen van een wet, een regeringsbesluit, een besluit van een gedefedereerde overheid, enz. naargelang het bevoegdheidsniveau waarop de wetgevende akte uitgevaardigd wordt. Dit wetgevend proces, algemeen bekend als de omzetting (van richtlijnen), wordt nauw gevolgd door de Europese Commissie.
Nederland heeft er altijd voor gekozen om de richtlijnen om te zetten door aanpassing van de relevante artikelen in bijvoorbeeld het Burgerlijk Wetboek of door artikelen toe te voegen. Met de toename van de Europese regelgeving komt deze aanpak steeds meer onder vuur. Duitsland heeft er inmiddels al voor gekozen richtlijnen letterlijk en in afzonderlijke wetten over te nemen.
Doorgaans geeft de richtlijn aan over hoeveel tijd de lidstaten beschikken om de omzetting uit te voeren. Dit is de zogenaamde omzettingstermijn. Zij kan variëren van één/enkele maand(en) tot verscheidene jaren. De Raad houdt bij het bepalen van deze termijn rekening met de beoogde resultaten evenals met de complexiteit van de uit te vaardigen richtlijn.

## Verbindendheid

### Ten aanzien van de overige lidstaten
Volledige, tijdige en correcte omzetting van de Europese richtlijnen is een verplichting die krachtens het EG-Verdrag rust op de lidstaten. Indien blijkt dat een lidstaat niet binnen de opgegeven termijn is overgegaan tot omzetting van een bepaalde richtlijn, beschikt de Commissie over ingrijpende middelen om deze lidstaat te verplichten om om te zetten. Deze middelen zijn de vraag om informatie, de klacht, de ingebrekestelling, het met redenen omkleed advies en tot slot de procedure voor het Hof van Justitie van de Europese Unie.
Een veroordeling tot financiële straffen jegens de in gebreke blijvende lidstaat is in de huidige stand van de Europese wetgeving slechts mogelijk als de lidstaat in kwestie een tweede maal veroordeeld is voor dezelfde niet-omzetting.

#### België
In België kan, in het kader van de defederalisering, het voorvallen dat een andere dan de federale wetgever bevoegd is voor de omzetting van een richtlijn, zoals een gemeenschap. Indien deze gemeenschap de richtlijn niet tijdig omzet, zal de Europese Unie enkel de federale wetgever op het matje roepen, niettegenstaande diens onbevoegdheid. Ter compensatie beschikt de federale wetgever over een federaal substitutierecht, waarbij hij zich in de plaats kan stellen van de gemeenschap en alzo de omzetting toch doorvoeren. Het stelt hem ook in de mogelijkheid om de kosten die zijn ontstaan naar aanleiding van de laattijdige omzetting te recupereren bij de desbetreffende gemeenschap, bijvoorbeeld na een inbreukprocedure voor het Hof van Justitie.

### Ten aanzien van de burger
Een richtlijn is in beginsel slechts gericht tot de lidstaten van de EU. Ingeval een lidstaat evenwel te laat of op onjuiste wijze een richtlijn heeft omgezet, dan kan een burger zich na het verstrijken van de omzettingstermijn rechtstreeks op een richtlijnbepaling beroepen voor de nationale rechter (rechtstreekse werking), althans tegenover de overheid (verticale rechtstreekse werking). Tegen andere burgers kan geen beroep worden gedaan op richtlijnbepalingen (geen horizontale rechtstreekse werking).
Een bepaling kan rechtstreekse werking hebben wanneer de desbetreffende bepaling in de richtlijn volgens de rechtspraak van het Europese Hof van Justitie onvoorwaardelijk en voldoende nauwkeurig is.